# Somușca
Somușca – wieś w Rumunii, w okręgu Bacău, w gminie Cleja. W 2011 roku liczyła 1500 mieszkańców.